# لوری فر
لوری فر (انگلیسی: Lorrie Fair؛ زادهٔ ۵ اوت ۱۹۷۸) بازیکن فوتبال اهل ایالات متحده آمریکا بود.
از باشگاه‌هایی که در آن بازی کرده‌است می‌توان به باشگاه فوتبال زنان المپیک لیون و باشگاه فوتبال زنان چلسی اشاره کرد.
وی به‌همراه تیم ملی فوتبال زنان ایالات متحده آمریکا در بازی‌های المپیک تابستانی ۲۰۰۰ به مدال مدال نقره دست پیدا کرده‌است.